# Гідроабразивний знос
Гідроабразивний знос (рос. гидроабразивный износ, англ. hydroabrasive wear; нім. Wasserabtrieb m) – зміна розміру, форми, маси або стану поверхні ма-теріалу під впливом рухомої гідросумішi; спостерігається в гідравлічних машинах і трубопроводах (робочих колесах, корпусах ґрунтових насосів та вуглесосів, ущільнюючих пристроях, арматурі та ін.). Розрізняють гідроабразивне зношування загальне і місцеве. Інтенсивність Г.з. залежить від якості зношуваного матеріалу, розміру, форми, твердості, густини твердих часток гідросуміші, її концентрації, корозійної активності рідкого середовища, швидкості переміщення часток відносно поверхні, що зношується, кута набігання часток на поверхню та ін. Засоби зниження Г.з. полягають у застосуванні зносостійких матеріалів, зменшення швидкості гідросуміші, використання певних технічних і конструктивних рішень.
Син. - гідроабразивне зношування.